# Doddiella maindroni
Doddiella maindroni är en stekelart som först beskrevs av Jean Risbec 1955.  Doddiella maindroni ingår i släktet Doddiella och familjen Scelionidae. Inga underarter finns listade i Catalogue of Life.